# Vikṣepa
Vikṣepa (devanāgarī : विक्षेप) est un terme sanskrit qui signifie « projection » dans le Vedānta.

## Advaita
Les traditions de l'Advaita parlent d'un double pouvoir de l'ignorance ((ajñāna ou avidyā) pour dissimuler la nature de la réalité que sont āvaraṇa (pouvoir d'illusion) et vikṣepa pour projeter des cognitions erronées.